# Jean-Philippe Vassal
Jean-Philippe Vassal (Casablanca, 1954) é um arquiteto e professor universitário francês. Fundou com Anne Lacaton o escritório de arquitetura Lacaton & Vassal, comprometido com o princípio da conversão antes da demolição. Juntos, foram laureados com o Prêmio Pritzker de 2021, o maior prêmio de arquitetura.

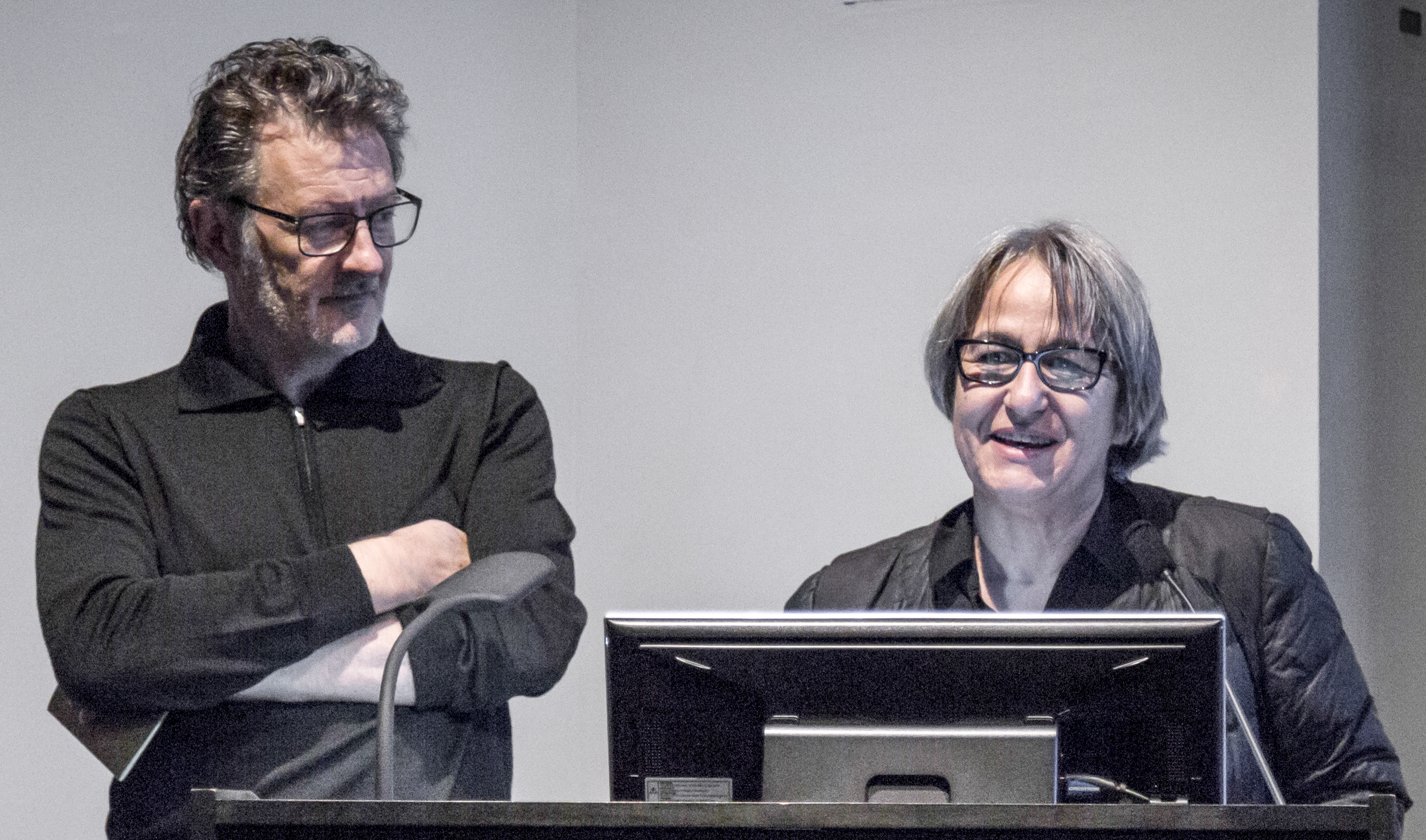
Jean-Philippe Vassal e Anne Lacaton em 2017 na Universidade Columbia

## Carreira
Jean-Philippe Vassal estudou na École nationale supérieure d'architecture et de paysage de Bordeaux. Foi depois para o Níger, como planejador urbano.<x ref>Torsten Landsberg (16 de março de 2021). «Pritzker-Preis für Architektur geht nach Paris». Deutsche Welle. Consultado em 25 de abril de 2021</ref>
Em 1987 abriu com Anne Lacaton, que conhecia desde os dias de estudante, um escritório de arquitetura em Paris. Juntos, implementaram mais de 30 projetos na Europa e na África.
Um dos mais famosos é o Palais de Tokyo em Paris, que foi concluído em 2001 e é uma reconstrução sóbria de um edifício Art Déco semi-abandonado perto do rio Sena. Outros projetos incluem a École Nationale Supérieure d'Architecture em Nantes, o Grand Parc Bordeaux, o edifício residencial Tour Bois le Prêtre em Paris e o edifício residencial Cap Ferret em Cap Ferret.
Jean-Philippe Vassal e sua parceira Anne Lacaton são chamados de "pioneiros na construção social e favorável ao clima". “A máxima é: conversão em vez de construção nova. Eles demonstram como torres de habitação social degeneradas da década de 1960 podem ser transformadas em um espaço de vida contemporâneo, luminoso e barato com meios simples, por exemplo, por meio de jardins de inverno frontais." Em Bordeaux, por exemplo, eles consertaram 530 habitações sociais de acordo com as necessidades dos residentes, pelo que os arquitetos receberam o Prêmio de Arquitetura Contemporânea Mies van der Rohe.

## Prêmios e condecorações
- 2006: Prêmio de Arquitetura Erich Schelling, Alemanha
- 2014: Prêmios Rolf Schock, Categoria Artes Visuais
- 2016: Medalha Heinrich Tessenow, Alemanha
- 2019: Prêmio de Arquitetura Contemporânea Mies van der Rohe[2]
- 2020: Großer BDA-Preis
- 2021: Prêmio Pritzker